# 圣彼得 (明尼苏达州)
聖彼得（英語：St. Peter）是一個位於美國明尼蘇達州尼科萊特縣的都市。根據2010年美國人口普查，該地共人口11196人，而該地的面積約為5.77平方千米。同時該地也是尼科萊特縣的縣治。

## 地理
聖彼得的座標為44°20′00″N 93°58′00″W / 44.33333°N 93.96667°W，而該地的平均海拔高度為234米（即768英尺）。